# Betta burdigala
Betta burdigala е вид лъчеперка от семейство Osphronemidae. Видът е световно застрашен, със статут Уязвим.

## Разпространение
Разпространен е в Индонезия (Суматра).